# John Ambrose Fleming
Sir John Ambrose Fleming FRS (Fellow of Royal Society) (29. listopadu 1849 v Lancasteru – 18. dubna 1945 v Sidmouthu) byl britský elektroinženýr a fyzik. Roku 1904 vynalezl diodu a výrazně přispěl k rozvoji elektrického osvětlení. Navrhl rádiový vysílač, pomocí něhož se uskutečnilo první transatlantické rádiové vysílání, a také zavedl fyzikální pravidlo pravé ruky.
Byl nejstarším ze sedmi dětí pastora Johna Fleminga, ThDr a jeho ženy Mary Ann z města Lancaster, byl pokřtěn 11. února 1850. Sir John byl zbožným křesťanem – dokonce jednou kázal v kostele sv. Martina v polích v Londýně na téma důkazy o vzkříšení. V roce 1932 spolu s Douglasem Dewarem a Bernardem Acworthem pomohl založit britské Hnutí vědeckého kreacionismu. Velkou část svého majetku Fleming odkázal křesťanským charitám, zvláště těm, které pomáhaly chudým. Byl také známým fotografem, maloval akvarely a rád zlézal Alpy.

## Akademické začátky
Ambrose Fleming se narodil ve městě Lancaster, vzdělání se mu dostalo na Lancaster Royal Grammar School, University College School v Londýně a pak na University College London.
Když ve svých deseti letech začal navštěvovat jednu soukromou školu, nejvíce ho zaujala geometrie. Před tím, když jej doma učila matka, se nazpaměť naučil tehdy populární knihu s názvem Child’s Guide to Knowledge, z níž pak i v dospělosti často citoval. Jeho vzdělání pokračovalo na University College School, kde exceloval v matematice, ale býval pravidelně nejhorší v latině. Už jako kluk se chtěl stát strojním inženýrem. V jedenácti už měl svoji dílnu, kde stavěl modely lodí a motorů. Postavil si také fotoaparát, což vedlo k jeho celoživotní zálibě ve fotografování.
Vzdělání potřebné k vytouženému povolání bylo nad možnosti rodinného rozpočtu, avšak Fleming svého cíle dosáhl tím, že střídal čas strávený studiem s placeným zaměstnáním. Zapsal se do bakalářského studia na University College London, promoval v roce 1870 a v dalším studiu se učil od kapacit, jakými byli matematik Augustus de Morgan a fyzik George Carey Foster. Studoval také chemii na Royal College of Science v jižním Kensingtonu v Londýně (dnes Imperial College London). Tam se zabýval studiem Voltovy baterie, na níž se zaměřil ve své první vědecké práci, která byla předložena před Physical Society of London (dnes Institute of Physics) a objevila se také na první straně prvního vydání jednoho ze Zápisů ústavu.
Když ho finanční problémy opět donutily jít vydělávat, stal se v létě roku 1874 učitelem přírodních věd na soukromé škole Cheltenham College, kde si vydělal £400 za rok. (Později také učil na Rossall School). Stále také pokračoval ve vlastním vědeckém výzkumu a dopisoval si s Jamesem Clerkem Maxwellem z Univerzity v Cambridge. Když našetřil £400 a zajistil si grant £ 50 ročně, stal se v roce 1877 ve dvaceti sedmi letech znovu studentem, tentokrát na St. John’s College v Cambridgi. Byl jedním ze dvou, možná tří studentů Univerzity, kteří navštěvovali Maxwellův poslední Kurz. Přiznal, že bylo těžké Maxwellovy přednášky sledovat. Dle jeho slov byla Maxwellova řeč často nesrozumitelná, plná „paradoxů a náznaků“. Fleming byl často jediný, kdo na tyto přednášky chodil. V roce 1881 získal bakalářský titul a v roce 1883 se stal členem sboru. Studium chemie a fyziky zakončil s oceněním First Class Honorurs.
V Londýně pak získal titul DrSc. (doktor věd) a jeden rok působil na cambridgeské univerzitě jako asistent oboru strojírenství; poté byl jmenován prvním/předním profesorem Fyziky a Matematiky na University College Nottingham, ale během prvního roku odešel.
Poté přednášel na několika univerzitách, včetně cambridgeské univerzity, University College Nottingham a University College London, kde byl prvním profesorem elektrotechniky. Působil také jako konzultant pro Marconiho telegrafní společnosti a společnosti Swan, Ferranti, Edisonovu telefonní společnost a později také General Electric.
V roce 1892 napsal důležitý článek na téma teorie elektrického transformátoru, který předložil Ústavu elektrotechniků (IEE) v Londýně.
Dne 11. června 1887 se oženil s Clarou Ripleyovou (1856/7–1917), dcerou Waltera Freake Platta, advokáta z Bathu. Dne 27. července 1928 se oženil s populární mladou zpěvačkou Olive May Franksovou (nar. 1898/9) z Bristolu, dcerou George Frankse, businessmana z Cardiffu.

## Další činnost a úspěchy
Poté, co v roce 1882 odešel z Univerzity v Nottinghamu, začal Fleming pracovat na postu „elektrikáře“ v Edisonově společnosti, kde byl konzultantem ohledně elektrického osvětlení a Ferrantiho obvody se střídavým proudem.
V roce 1884 Fleming nastoupil na University College London jako profesor elektrické technologie, což byl první obor svého druhu v Anglii. Fleming ve své autobiografii vzpomíná, že ačkoliv daný post sliboval mnohé příležitosti, jediné vybavení, které měl k dispozici byla tabule a kousek křídy. Když pak byla roce 1897 na University College London z finančního daru £ 5,000 ustanovena Penderova katedra (Pender Chair) na památku Johna Pendera, zakladatele společnosti Cable and Wireless, Fleming byl první, kdo byl do této funkce jmenován.
V roce 1899 se vynálezce radiotelegrafie Guglielmo Marconi, rozhodl pokusit se o transatlantickou rádiovou komunikaci. Malé 200 – 400wattové vysílače, které Marconi do té doby používal, na tento podnik už nestačily, protože bylo potřeba zvýšit přísunu elektrické energie. Najal tedy Fleminga, experta na energetiku, aby navrhl nový, silnější vysílač. Fleming vymyslel první velký rádiový vysílač na světě, komplikovaný jiskrový vysílač, poháněný 25kW alternátorem, který běžel pomocí spalovacího motoru. Tento vysílač byl sestrojen ve městě Poldhu v Cornwallu ve Velké Británii a pomocí něj se 12. prosince 1901 podařil první transatlantický rádiový přenos.
I když to byl Fleming, kdo vysílač vymyslel, ředitel Marconiho společnosti ho přinutil souhlasit, že „jestli se dostaneme přes Atlantik, hlavní zásluha bude a navždy musí být připsána panu Marconimu“. A tak uznání celého světa za tento zásadní úspěch připadlo Marconimu, který se o Flemingovi zmínil jen ve spojitosti s několika dalšími pracovníky společnosti a tvrdil, že Fleming odvedl nějakou práci na „elektrárně“. Marconi také zřejmě zapomněl dát Flemingovi 500 akcií ve společnosti, které mu slíbil v případě, že bude projekt úspěšný. Fleming takové zacházení snášel s trpkostí, nicméně dohodu dodržel a dokud Marconi žil, nic prozradil. Po Marconiho smrti v roce 1937 se ale nechal slyšet, že Marconi byl „velmi neochotný“.
V roce 1904, když pracoval pro Marconiho společnost na vylepšení transatlantického radiového signálu, vynalezl Fleming první termionickou elektronku – diodu se dvěma elektrodami, které říkal oscilační elektronka, na kterou získal patent 16. listopadu. Tato součástka vstoupila ve známost jako Flemingova elektronka. Nejvyšší soud Spojených států amerických později tento patent prohlásil za neplatný, kvůli nesprávnému prohlášení o vyloučení zodpovědnosti, a také tvrdil, že technologie patentu byla v době podání už známá. Vynález první elektronky, je často považován za počátek oboru elektroniky. Flemingova dioda pak byla součástí rádiových přijímačů a radarů po mnohá desetiletí, dokud nebyla o padesát let později nahrazena technologií polovodičové elektroniky.
V roce 1906 Američan Lee De Forest Přidal k elektronce kontrolní „mřížku“, a vytvořil tak Audion. Jednalo se o zesilovací elektronku, sloužící k detekci rádiových frekvencí, načež ho Fleming zažaloval za porušení patentu. Z De Forestovy elektronky se vyvinula trioda, první elektronický zesilovač. Trioda hrála zásadní roli ve vzniku dálkových telefonních a rádiových komunikací, radarů a prvních elektronických digitálních počítačů (mechanické a elektromechanické digitální počítače již existovaly, ale byly založeny na jiné technologii). Soudní bitva ohledně těchto patentů se vlekla mnoho let a obě strany v různých fázích zaznamenaly vítězství. John Fleming svým dílem přispěl také v oblasti fotometrie, elektroniky, bezdrátové telegrafie (rádio) a elektrického měření. Zavedl také například veličinu zvanou účiník.
Fleming odešel z University College London do penze v roce 1927, ve věku 77 let. Stále však zůstal aktivní a zaníceně obhajoval novou technologii zvanou „televize“, dokonce se stal druhým předsedou Televizní společnosti. V roce 1929 byl povýšen do rytířského stavu. Zemřel v roce 1945 ve svém domě v městečku Sidmouth v hrabství Devon. Jeho příspěvky, co se týče elektronické komunikace a radaru, měly zásadní význam pro vítězství ve 2. světové válce. V roce 1933 byla Flemingovi udělena Medaile cti Institutu pro elektrotechnické a elektronické inženýrství (IEEE), za „zásadní roli v zavedení fyzikálních a strojírenských principů do radiového umění“.
Poznámka z projevu na oslavách stého výročí vynálezu termionické elektronky uvádí toto:
Před sto lety, v listopadu roku 1904, podal John Ambrose Fleming FRS, Pender profesor na UCL, ve Velké Británii žádost GB 190424850 Archivováno 6. 11. 2018 na Wayback Machine. o patent na zařízení zvané termionická elektronka. Při zapojení spolu s galvanometrem do laděného elektrického obvodu, by toto zařízení mohlo fungovat jako velmi citlivý usměrňovací detektor vysokofrekvenčních bezdrátových proudů, známých jako rádiové vlny. V rámci „bezdrátové revoluce“ to byl velmi důležitý krok vpřed.
V listopadu 1905 si nechal patentovat „Flemingovu elektronku“ (US 803684). Jakožto usměrňovací dioda, a předchůdce triodové elektronky a mnoha příbuzných součástek, se dá tento vynález považovat za zrození moderní elektroniky.
V následujících letech elektronky rychle předběhly tzv. „kočičí vousy“ (hrotové elektrody) a staly se klíčovou součástkou používanou při tvorbě současného elektronického průmyslu. Tyto elektronky ve výrobě převládaly až do začátku 70. let 20. století, kdy se dominantní technologií stal tranzistor. Potomci původní elektronky mají i dnes důležitou roli s množstvím použití. Lze je najít ve výkonnostních stupních rádiových a televizních vysílačů, v zesilovačích hudebních nástrojů (zvláště u zesilovačů elektrických kytar a bas); fungují jako detektory optického a krátkovlnného záření v některých z nejdražších audio zesilovačích a v citlivých přístrojích, které musí být „odolné vůči záření“.
Londýnská energetická společnost pojmenovala v roce 1941 novou 1,555 těžkotonážní pobřežní uhelnou lodi SS Ambrose Fleming.
Dne 27. listopadu 2004 byla Ústavem fyziky představena a odhalena modrá plaketa v Norman Lockyer Observatory v městečku Sidmouth, na počest 100. výročí vynálezu termionické elektronky.

## Přednášky
V letech 1894 a 1917 byl Ambrose Fleming pozván, aby promluvil v rámci Vánočních přednášek Královského Ústavu; první byla na téma Práce elektrického proudu a druhá s názvem Magnetismus a elektřina: naši dobří sluhové.

## Díla
- Electric Lamps and Electric Lighting: A course of four lectures on electric illumination delivered at the Royal Institution of Great Britain (1894) 228 stran, OCLC 8202914.
- The Alternate Current Transformer in Theory and Practice „The Electrician“ Printing and Publishing Company (1896)
- Magnets and Electric Currents E. & F. N. Spon. (1898)
- A Handbook for the Electrical Laboratory and Testing Room „The Electrician“ Printing and Publishing Company (1901)
- Waves and Ripples in Water, Air, and Aether MacMillan (1902).
- The Evidence of Things Not Seen Christian Knowledge Society: London (1904)
- The Principles of Electric Wave Telegraphy (1906), Longmans Green, London, 671 stran.[24]
- The Propagation of Electric Currents in Telephone and Telegraph Conductors (1908) Constable, 316 stran.
- An Elementary Manual of Radiotelegraphy and Radiotelephony (1911) Longmans Green, London, 340 stran.
- On the power factor and conductivity of dielectrics when tested with alternating electric currents of telephonic frequency at various temperatures (1912) Gresham, 82 stran, ASIN: B0008CJBIC
- The Wonders of Wireless Telegraphy : Explained in simple terms for the non-technical reader Society for promoting Christian Knowledge (1913)
- The Wireless Telegraphist's Pocket Book of Notes, Formulae and Calculations The Wireless Press (1915)
- The Thermionic Valve and its Development in Radio Telegraphy and Telephony (1919).
- Fifty Years of Electricity The Wireless Press (1921)
- Electrons, Electric Waves and Wireless telephony The Wireless Press (1923)
- Introduction to Wireless Telegraphy and Telephony Sir Isaac Pitman and Sons Ltd. (1924)
- Mercury-arc Rectifiers and Mercury-vapour Lamps Londýn. Pitman (1925)
- The Electrical Educator (3 volumes), The New Era Publishing Co Ltd (1927)
- Memories of a Scientific life Marshall, Morgan & Scott (1934)
- Evolution or Creation? (1938) Marshall Morgan and Scott, 114 pages, ASIN: B00089BL7Y – outlines objections to Darwin.
- Mathematics for Engineers George Newnes Ltd (1938)